# Михайло Дука (протостратор)
Михайло Дука (*Μιχαήλ Δούκας, бл. 1061  —до 1117) — державний діяч Візантійської імперії.

## Життєпис
Походив з династії Дук. Старший син протопроедра Андроніка Дуки та Марії Болгарської. Народився близько 1061 року. Здобув гарну освіту. У 1074 році під час повстання норманських найманців на чолі із Русселем де Байлеулем разом з братом Іоанном опинився у заручникам в останнього. Втім невдовзі за допомогою місцевого селянина зумів втекти до Нікомедії.
У 1078 році опинився у почті нового імператора Никифора III Вотаніата. Але підтримував зв'язок зі своїм дідом Іоанном, якому у 1081 році допоміг втекти. Михайло Дука супроводив діда до військового табору Олексія Комніна. Того ж року сприяв сходженню останнього на імператорський трон. На дяку Михайла було призначено протостратором (одна з найвищих військових посад) та надано титул себаста (третій титул після імператора та цезаря).
У 1081—1082 роках брав участь у боях в Епірі та Фессалії проти норманів на чолі із Робертом Гвіскаром. У 1083 році на чолі важкої піхоти сприяв перемозі імператорського війська над норманами у битві при Лариссі. До 1085 року діяв проти норманів в Епірі.
У 1087 році брав участь у битві при Доростолоні проти печенігів, де візантійців зазнали нищівної поразки. Сам Михайло Дука ледве врятувався. 1091 року звитяжив у битві при Левуніоні, де було переможено печенігів.
Відомо, що у 1094 році брав участь у синоді, який засудив Льва Халкидонського, якого було звинувачено у мессаліанстві. У 1107—1108 роках брав участь у боях проти італійських норманів, що знову почали нападати на балканське узбережжя. Тут діяв до самої смерті, що сталася до 1117 року.

## Родина
- Костянтин Дука, себаст
- Теодора
- Ірина, дружина Григорія Каматира
- син?